# Spirit (album Leony Lewis)
Spirit – debiutancki album brytyjskiej piosenkarki i zwyciężczyni trzeciej edycji show telewizyjnego The X Factor, Leony Lewis. Premiera albumu miała miejsce 12 listopada 2007 r. w Wielkiej Brytanii i Irlandii za pomocą wytwórni Syco Music. W pozostałych państwach album ukazał się na początku 2008 roku przez wytwórnię Sony BMG, a w Stanach Zjednoczonych w dniu 8 kwietnia 2008 r. przez J Records. Jest to pierwszy przypadek w historii muzyki, gdy debiutancki album gwiazdy show telewizyjnego został wydany w Wielkiej Brytanii i Stanach Zjednoczonych.
Leona Lewis nazwała swój pierwszy album Spirit, ponieważ określiła go tak „to jest moje serce, dusza i głos wewnętrzny mówiący, że wszystko jest możliwe”.
Spirit zajął najwyższą pozycję notowań w 9 państwach, m.in.: Wielkiej Brytanii, Irlandii, Stanach Zjednoczonych, Kanadzie, Australii i Niemczech.
3 grudnia 2009 album otrzymał nominację do nagród Grammy w kategorii Najlepszy Album Pop. Poza tym singel Bleeding Love otrzymał dwie nominacje do tej nagrody w kategoriach: „Najlepszy Żeński Vocal Pop” oraz „Nagranie Roku”.
14 czerwca 2009 r., album Spirit znalazł się na 27. pozycji zestawienia „Najlepiej sprzedanych albumów w Wielkiej Brytanii”, gdzie sprzedał się nakładzie 2 812 524 egzemplarzy, co jest równe 9-krotnej platynie. Na świecie sprzedaż całkowita szacowana jest na ponad 7 milionów egzemplarzy.

## Historia
W grudniu 2006 roku, po wygraniu trzeciej edycji brytyjskiego show The X Factor, Leona Lewis podpisała kontrakt z wytwórnią Sony BMG na kwotę 1 miliona funtów oraz Simonem Cowellem producenta wytwórni A&R. Cowell był opiekunem piosenkarki w show, gdzie zasiada także w jury programu. W finale Lewis zaśpiewała z Garym Barlow, członkiem zespołu Take That, który powiedział do Cowella tak: „Ta dziewczyna jest pięćdziesiąt razy lepsza od wszystkich innych zawodników. Ty masz wielką odpowiedzialność żeby znaleźć jak najlepszą piosenkę dla niej”.
Simon Cowell przygotowywał Lewis do współpracy z innymi kompozytorami i producentami. Doradzał jej w kwestiach nagraniowych, a także zdobywał kontakty umożliwiające dalszy rozwój jej kariery.
25 kwietnia 2007 r., Leona Lewis przy pomocy Simona Cowella i Clive’a Davis podpisała kontrakt współpracy z wytwórnią J Records umożliwiający wydanie albumu w Stanach Zjednoczonych oraz w kontaktach z nowymi producentami. Leona zaczęła nagrywać nie tylko w Londynie, ale również w największych studiach w Stanach Zjednoczonych znajdujących się w Atlancie, Georgii, Los Angeles oraz Miami na Florydzie.

## Informacje
Pierwsze nagrania Lewis pochodzą ze studia w Londynie, gdzie artystka współpracowała ze Steve’em Mac, który wyprodukował utwory „Homeless” i „Footprints in the Sand”. „Footprints in the Sand” to „energetyczna ballada” została wstępnie skomponowana do czwartej serii programu The X-Factor przez Pera Magnussona, Davida Kruegera, Richarda Page oraz Simona Cowella. Utwór oparty jest na poemacie „Footprints”. „Homeless” to utwór skomponowany przez Jörgena Elofssona i wykonywany wcześniej przez szwedzkiego piosenkarza Darina. Określana jest mianem „nastrojowej ballady” oraz „ballady z blues'owym brzmieniem”.
Najwięcej utworów zostało nagranych w Los Angeles, w Kalifornii. Tutaj Leona Lewis współpracowała z Ryanem Tedderm, wokalistą zespołu OneRepublic. Efektem pracy Lewis z Tedderem są dwie piosenki, Bleeding Love i Take A Bow. Bleeding Love jest utworem skomponowanym przez Jese McCartneya i Ryana Teddera, który został również jego producentem. Piosenka ta została wybrana jako pierwszy singel promujący album, stała się wielkim hitem zajmując pierwsze miejsca na listach w wielu krajach. Take A Bow został skomponowany przez Teddera, Louisa Biancaniello, Wayne’a Wilkinsa oraz Sama Waterrsa. Watters i Biancaniello wraz z Jordanem Omleyem, Michaelem Mani i Niną Woodford skomponowali utwór „Yesterday”, oceniany jako „smooth R&B”. Piosenkę Better in Time skomponowała Andrea Martin wraz z Jonathanem Rotem, który zajął się także produkcją utworu. Lewis wspólnie z Walterem Afanasieffem i Brettem Jamesem skomponowała balladę „Here I Am”. Utwór I Will Be został skomponowany przez kanadyjską piosenkarkę Avril Lavigne oraz Dr. Luke i Maxa Martina i pojawił się wcześniej na limitowanej wersji albumu Lavigne, The Best Damn Thing. Kompozytorami i producentami utworu „The Best Your Never Had” są Billy Steinberg i Josh Alexander.
W Atalancie, Georgii, Leona Lewis współpracowała z Alonzo „Novel” Stevensonem i Dallasem Austinem nad piosenką „Whatever It Takes”, którą to artystka skomponowała z „Novelem” i Tonym Reyesem. Piosenka uznawana jako „utwór w stylu soul-pop z domieszką beatu”. Kolejnym utworem nagranym w Atalancie jest „I’m You”, w którym to tworzeniu swój udział miał amerykański wokalista Ne-Yo.
Leona nagrała także cover piosenki Ewana MacColla – „The First Time Ever I Saw Your Face”. Producentami wersji Lewis zostali Wayne Wilkins, Louise Bianacaniello oraz Sam Watters.
W Miami na Florydzie, Lewis współpracowała z Salaam Remi, głównie nad utworem „Forgivenes”, który ostatecznie został wydany jako b-sides singla Bleeding Love. „Forgivenes” jest kolejnym utworem, w którego komponowaniu ma swój udział Leona. Tym razem wspomogli ją Salaam Remi i Kara DioGuardi. „Angels” jest utworem skomponowanym przez Johnta Austin i Stargate, który odpowiedzialny jest również za jego produkcję. Utwór nagrano w studio w Nowym Jorku.
Debiutancki singel Leony – A Moment Like This, będący również coverem piosenki Kelly Clarkson o tym samym tytule, został umieszczony jako bonus track tylko w Wielkiej Brytanii, Irlandii i Japonii.
Na amerykańskiej wersji albumu znalazły się również dwa nowe utwory, które nie zostały wcześniej umieszczone na wersji światowej – Forgive Me skomponowany i wyprodukowana przez Akona oraz „Misses Glass”, którego autorami są Mad Scientist i RockCity.

## Promowanie
W dniu 24 września 2007, Lewis wystąpiła podczas specjalnego przyjęcia w Mandarin Oriental Hotel w Knightsbridge, Londyn. Leona wykonała cztery utwory z albumu : Bleeding Love, „The First Time Ever I Saw Your Face”, „Homeless” oraz „Whatever It Takes”.
11 i 12 października 2007, Leona Lewis występowała w radio, opowiadała o albumie oraz wykonywała singel Bleeding Love. Następnie wykonała go w programie This Morning w dniu 15 października 2007. Kolejnym występem promującym nadchodzący album było zaśpiewanie na żywo w czwartej edycji programu The X-Factror 20 października 2007.
Od 29 października 2009 w BBC Radio 2, Spirit był „Albumem Tygodnia”.
W lutym i marcu 2008 r., Leona Lewis występowała z krajach europejskich.
Również w lutym 2008 r. Leona wystąpiła po raz pierwszy w amerykańskiej telewizji. Będąc gościem w programie The Oprah Winfrey Show, Lewis zaprezentowała singel Bleeding Love.
Pod koniec marca 2008 roku, Leona powróciła do Stanów Zjednoczonych, gdzie w programach telewizyjnych promowała album i singel. Wystąpiła w takich programach jak: The Tonight Show with Jay Leno, The Ellen DeGeneres Show, Jimmy Kimmel Live!, Tyra Banks Show, Good Morning America, Late Show with David Lattereman oraz TRL. W kwietniu wystąpiła również w American Idol, a następnie wyruszyła do Australii.

## Single
- Piosenka A Moment Like This była pierwszym singlem w karierze Leony Lewis. Została wydana 17 grudnia 2006, czyli zaraz po wygraniu trzeciej edycji programu The X-Factor. Singel został wydany jedynie w Wielkiej Brytanii i Irlandii. W obu tych krajach zadebiutował na 1. pozycji[42]. Na albumie Spirit utwór został umieszczony jako bonus track do wersji brytyjskiej, irlandzkiej oraz japońskiej. Na reedycji albumu wystąpił już na wszystkich wydaniach[43].

- Pierwszym oficjalnym singlem promującym album została piosenka Bleeding Love. Została wydana 19 października 2007 r. Singel odniósł ogromny sukces na całym świecie, dostając się na najwyższą pozycje notowań w 34 krajach[44]. W 2007 roku został ogłoszony najlepiej sprzedanym singlem roku w Wielkiej Brytanii[45]. W 2008 był najlepiej sprzedanym singlem na świecie, gdzie łączna sprzedaż wyniosła ponad 11 milionów egzemplarzy[46]. Singel otrzymał 2 nominacje do nagród Grammy w kategoriach: „Nagranie Roku” oraz „Najlepszy Żeński Vocal Pop”.

- Drugim singlem ogólnoświatowym został utwór Better in Time i został wydany 9 marca 2008. Singel odniósł mniejszy sukces od poprzedniego, lecz uplasował się głównie w top 10 i top 20 notowań. W Wielkiej Brytanii został wydany razem z utworem „Footprints in the Sand”, gdzie uplasował się najwyżej na 2. miejscu brytyjskiego notowania singli. W zestawieniu podsumowującym rok 2008, singel uplasował się na 19. pozycji sprzedaży singli w roku, gdzie jego łączna sprzedaż wyniosła 4 555 000 egzemplarzy[46].

- Kolejny singel został wydany tylko w kilku państwach Europy oraz w Australii, gdzie został wydany 26 lipca 2008 r. Forgive Me został słabo przyjęty w krajach europejskich, gdzie uplasował się w top 20 i top 30 notowań. Piosenka ta nie pojawiła się na standardowej wersji albumu Spirit, jedynie na wersji północnoamerykańskiej. Był to pierwszy singel zwiastujący reedycje Spirit: The Deluxe Edition, której premiera miała miejsce 17 listopada 2008 r.[47] W Wielkiej Brytanii singel dotarł do 5. miejsca notowania[48].

- Tuż przed wydaniem reedycji albumu Spirit noszącej nazwę Spirit: The Deluxe Edition, w Wielkiej Brytanii, Irlandii i krajach germańskich został wydany cover piosenki Run należącej do zespołu Snow Patrol. Singel ten, pomimo niewielkiej promocji, odniósł duży sukces na rynkach, do których został wydany. Był to kolejny singel Lewis, który zadebiutował na 1. miejscu notowań w Wielkiej Brytanii i Irlandii[49]. Również w Austrii i Bułgarii zajął najwyższą pozycję[49]. W pozostałych państwach Europy zajął najwyżej pozycje w top 10 i top 20 notowań. Singel pojawił się również w sprzedaży digital download, gdzie pomimo braku promocji, pojawił się na listach. Utwór ten nie pojawił się na żadnej wersji podstawowej albumu Spirit, pojawił się dopiero na jego reedycji Spirit: The Deluxe Edition. Premiera singla zbiegła się z premierą reedycji.

- Na ostatni singel promujący album Spirit została wybrana energetyczna ballada I Will Be. Jednak singel został wydany jedynie w Stanach Zjednoczonych i Kanadzie, gdzie nie odniósł sukcesu. Premiera singla została wyznaczona na 6 stycznia 2009 r. W USA singel dotarł najwyżej na 66. pozycję notowania Billboard Hot 100, natomiast w Kanadzie zajął on najwyżej 83. miejsce[50]. Singel nie był promowany ze względu na prowadzone prace nad drugim studyjnym albumem Lewis. Był to trzeci oficjalny singel w Ameryce Północnej.

## Lista utworów
Wersja światowa
1. „Bleeding Love” (Ryan Tedder, Jesse McCartney) – 4:24
2. „Whatever It Takes”  (Alonzo „Novel” Stevenson, Tony Reyes, Leona Lewis) – 3:27
3. „Homeless” (Jörgen Elofsson) – 3:50
4. „Better in Time” (Jonathan Rotem, Andrea Martin) – 3:54
5. „Yesterday” (Jordan Omley, Michael Mani, The Jam, Sam Watters, Louis Biancaniello, The Runaways, Nina Woodford) – 3:54
6. „Take a Bow” (The Runaways, Watters, Wayne Wilkins, Biancaniello, Tedder) – 3:54
7. „I Will Be” (Avril Lavigne, Max Martin, Lukasz Gottwald) – 3:59
8. „Angel” (Johnta Austin, Mikkel Eriksen, Tor Hermansen) – 4:14
9. „Here I Am” (Walter Afanasieff, Brett James, Lewis) – 4:52
10. „I’m You” (Eric Hudson, Shaffer Smith) – 3:48
11. „The Best You Never Had” (Josh Alexander, Billy Steinberg) – 3:43
12. „The First Time Ever I Saw Your Face” (Ewan MacColl) – 4:26
13. „Footprints in the Sand” (Richard Page, Per Magnusson, David Kreuger, Simon Cowell) – 4:08

Wielka Brytania & Irlandia bonus tracks
1. „A Moment Like This” (Elofsson, John Reid) – 4:17

Japonia bonus tracks
1. „A Moment Like This” (Elofsson, John Reid) – 4:17
2. „Forgiveness” (Lewis, Salaam Remi, Kara DioGuardi) – 4:26
3. „You Bring Me Down” (Lewis, Salaam Remi, Taj Jackson) – 3:55

Wersja północnoamerykańska
1. „Bleeding Love” (Ryan Tedder, Jesse McCartney) – 4:24
2. „Better in Time” (Jonathan Rotem, Andrea Martin) – 3:54
3. „I Will Be” (Avril Lavigne, Max Martin, Lukasz Gottwald) – 3:59
4. „I’m You” (Eric Hudson, Shaffer Smith) – 3:48
5. „Forgive Me” (Aliuane Thiam, Claude Kelly, Giorgio Tuinfort) – 3:41
6. „Misses Glass” (Theron & Terry Thomas) – 3:41
7. „Angel” (Johnta Austin, Mikkel Eriksen, Tor Hermansen) – 4:14
8. „The First Time Ever I Saw Your Face” (Ewan MacColl) – 4:26
9. „Yesterday” (Jordan Omley, Michael Mani, The Jam, Sam Watters, Louis Biancaniello, The Runaways, Nina Woodford) – 3:54
10. „Whatever It Takes”  (Alonzo „Novel” Stevenson, Tony Reyes, Leona Lewis) – 3:27
11. „Take a Bow” (The Runaways, Watters, Wayne Wilkins, Biancaniello, Tedder) – 3:54
12. „Footprints in the Sand” (Richard Page, Per Magnusson, David Kreuger, Simon Cowell) – 4:08
13. „Here I Am” (Walter Afanasieff, Brett James, Lewis) – 4:52

iTunes bonus tracks
1. „The Best You Never Had” (Josh Alexander, Billy Steinberg) – 3:43
2. „You Bring Me Down” (Lewis, Salaam Remi, Jackson) – 3:55
3. „Bleeding Love (Jason Nevins Extended Mix)” – 5:56

## Spirit: The Deluxe Edition
17 listopada 2008 w Wielkiej Brytanii i Europie została wydana reedycja albumu Spirit. Album Spirit: The Deluxe Edition dodatkowo zawiera singel Forgive Me oraz utwór „Misses Glass”, oba te utwory znajdują się na amerykańskiej wersji albumu „Spirit”. Na reedycji albumu znalazł się także cover utworu Run, który został wydany także jako singel 14 listopada 2008. Ponadto album „Spirit: The Deluxe Edition” zawiera płytę DVD z teledyskami artystki.
W Stanach Zjednoczonych reedycja albumu została wydana 3 lutego 2009.
Do wersji podstawowej została dodana piosenka Run oraz 2 utwory, które wcześniej zostały wydane jako b-sides singli. Piosenki „Forgivneness” (b-sides Bleeding Love) oraz „Myself” (b-sides singla Forgive Me).

### Lista utworów
Wersja światowa – CD
| 1. „Bleeding Love” – 4:24 2. „Whatever It Takes” – 3:27 3. „Homeless” – 3:50 4. „Better in Time” (Single Mix) – 3:52 5. „Yesterday” – 3:54 6. „Take a Bow”– 3:54 7. „I Will Be” – 3:59 8. „Angel” – 4:14 9. „Here I Am” – 4:52 10. „I’m You” – 3:48 11. „The Best You Never Had” – 3:43 12. „The First Time Ever I Saw Your Face” – 4:26 13. „Footprints in the Sand” (Single Mix) – 4:08 14. „A Moment Like This” – 4:17 15. „Forgive Me” (Aliuane Thiam, Claude Kelly, Giorgio Tuinfort) – 3:41 16. „Misses Glass” (Theron & Terry Thomas) – 3:41 17. „Run” (Gary Lightbody, Jonathan Quinn, Mark McClelland, Nathan Connolly, Iain Archer, Jacknife Lee) – 5:15 Japonia bonus tracks - Forgiveness” – 4:19 - You Bring Me Down” – 3:55 | Bonus DVD 1. „Bleeding Love” (UK Edition) (4:23) 2. „Bleeding Love” (US Edition) (4:40) 3. „Better In Time” (3:57) 4. „Footprints In The Sand” (3:59) 5. „Forgive Me” (3:43) 6. „A Moment Like This” (4:17) |

Wersja północnoamerykańska – CD
| 1. „Bleeding Love” – 4:24 2. „Better in Time” (Single Mix) – 3:52 3. „I Will Be” – 3:59 4. „I’m You” – 3:48 5. „Forgive Me” – 3:41 6. „Misses Glass” – 3:41 7. „Angel” – 4:14 8. „The First Time Ever I Saw Your Face” – 4:26 9. „Yesterday” – 3:54 10. „Whatever It Takes” – 3:27 11. „Take a Bow”– 3:54 12. „Footprints in the Sand” (Single Mix) – 4:08 13. „Here I Am” – 4:52 14. „Myself” (featurning Novel) (b-side Forgive Me) 15. „Run” – 5:15 16. „Forgiveness” (b-side Bleeding Love) – 4:21 17. „Bleeding Love” (Jason Nevins Rockin’ Radio Mix) – 3:40 | Bonus DVD 1. „Bleeding Love” (UK Edition) (4:23) 2. „Bleeding Love” (US Edition) (4:40) 3. „Better In Time” (3:57) 4. „Footprints In The Sand” (3:59) 5. „Forgive Me” (3:43) 6. „Run” 7. „I Will Be” (Live) |

## Data wydania
| Kraj/Region                        | Data              | Wytwórnia            | Format   |
| ---------------------------------- | ----------------- | -------------------- | -------- |
| Irlandia                           | 9 listopada 2007  | Syco Music           | CD       |
| Wielka Brytania                    | 12 listopada 2007 | Syco Music           | CD       |
| Szwecja                            | 23 stycznia 2008  | Sony BMG             | CD       |
| Włochy                             | 25 stycznia 2008  | Sony BMG             | CD       |
| Niemcy                             | 25 stycznia 2008  | Sony BMG             | CD       |
| Szwajcaria                         | 25 stycznia 2008  | Sony BMG             | CD       |
| Korea                              | 25 stycznia 2008  | Sony BMG             | CD       |
| Tajwan                             | 25 stycznia 2008  | Sony BMG             | CD       |
| Nowa Zelandia                      | 25 stycznia 2008  | Syco Music           | CD       |
| Australia                          | 26 stycznia 2008  | Sony BMG             | CD       |
| Hongkong                           | 28 stycznia 2008  | Syco Music           | CD       |
| Polska                             | 28 stycznia 2008  | Sony BMG             | CD       |
| Grecja                             | 28 stycznia 2008  | Sony BMG             | CD       |
| Singapur                           | 28 stycznia 2008  | Sony BMG             | CD       |
| Tajlandia                          | 29 stycznia 2008  | Sony BMG             | CD       |
| Hiszpania                          | 19 lutego 2008    | Epic Records         | CD       |
| Francja                            | 10 marca 2008     | Sony BMG             | CD       |
| Chiny                              | 10 marca 2008     | Sony BMG             | CD       |
| Meksyk                             | 24 marca 2008     | Sony BMG             | CD       |
| Stany Zjednoczone                  | 8 kwietnia 2008   | Sony BMG             | CD       |
| Kanada                             | 8 kwietnia 2008   | Sony BMG             | CD       |
| Japonia                            | 23 kwietnia 2008  | Sony BMG             | CD       |
| Brazylia                           | 24 kwietnia 2008  | Syco/Sony BMG        | CD       |
| Australia (Deluxe Edition)         | 8 listopada 2008  | Sony BMG             | CD + DVD |
| Europa (Deluxe Edition)            | 17 listopada 2008 | Sony BMG/ Syco Music | CD + DVD |
| Japonia (Deluxe Edition)           | 19 listopada 2008 | Sony BMG             | CD + DVD |
| Stany Zjednoczone (Deluxe Edition) | 3 lutego 2009     | J Records            | CD + DVD |
| Kanada (Deluxe Edition)            | 3 lutego 2009     | Sony BMG             | CD + DVD |

## Sprzedaż i certyfikaty
| Państwo         | Główny portal      | Najwyższa pozycja | Pozycja na koniec 2007 roku | Pozycja na koniec 2008 roku | Certyfikaty  | Sprzedaż   |
| --------------- | ------------------ | ----------------- | --------------------------- | --------------------------- | ------------ | ---------- |
| Australia       | ARIA               | 1                 | -                           | 14                          | PLATYNA      | 70 000+    |
| Austria         | IFPI               | 1                 | -                           | 16                          | PLATYNA      | 20 000+    |
| Belgia          | IFPI               | 5                 | -                           | 24                          | ZŁOTO        | 15 000+    |
| Francja         | IFOP               | 21                | -                           | -                           | ZŁOTO        | 100 000+   |
| Grecja          | IFPI               | 1                 | -                           | 19                          | ZŁOTO        | 7500+      |
| Holandia        | Megacharts/NVPI    | 4                 | -                           | 29                          | -            | -          |
| Irlandia        | IRMA               | 1                 | 1                           | 3                           | 11 × PLATYNA | 165 000+   |
| Japonia         | RIAJ               | 5                 | -                           | 64                          | ZŁOTO        | 200 000+   |
| Kanada          | ABPD               | 1                 | -                           | 13                          | PLATYNA      | 100 000+   |
| Niemcy          | Media Control      | 1                 | -                           | 12                          | PLATYNA      | 200 000+   |
| Norwegia        | VG-lista           | 10                | -                           | -                           | -            | -          |
| Nowa Zelandia   | RIANZ              | 1                 | -                           | 14                          | PLATYNA      | 15 000+    |
| Polska          | OLiS               | 4                 | -                           | -                           | ZŁOTO        | 10 000+    |
| Portugalia      | AFP                | 12                | -                           | -                           | -            | -          |
| Szwajcaria      | Media Control      | 1                 | -                           | 9                           | 2 × PLATYNA  | 40 000+    |
| Szwecja         | Sverigetopplistan  | 2                 | -                           | 30                          | ZŁOTO        | 20 000+    |
| Włochy          | FIMI               | 5                 | -                           | 23                          | PLATYNA      | 108 221+   |
| Wielka Brytania | BPI/OCC            | 1                 | 2                           | 4                           | 9 × PLATYNA  | 2 812 524+ |
| USA             | Billboard 200      | 1                 | -                           | 19                          | PLATYNA      | 1 561 674+ |
| Europa          | IFPI               | 1                 | -                           | -                           | 3 × PLATYNA  | 3 000 000+ |
| Świat           | Global Album Chart | 1                 | 32                          | 5                           | 3 × PLATYNA  | 7 000 000+ |